# Amanda Collin
Amanda Collin (4 marzo 1986) è un'attrice danese, nota per essere la protagonista della serie televisiva Raised by Wolves e per le sue interpretazioni nei film A Horrible Woman (2017), Department Q: A Conspiracy of Faith (2016) e nella serie Splitting Up Together (2016).

## Filmografia parziale

### Cinema
- Ækte vare, regia di Fenar Ahmad (2014)
- A Conspiracy of Faith - Il messaggio nella bottiglia (Flaskepost fra P), regia di Hans Petter Moland (2016)
- En frygtelig kvinde, regia di Christian Tafdrup (2017)
- Darkland (Underverden), regia di Fenar Ahmad (2017)
- Harpiks, regia di Daniel Borgman (2019)
- Undtagelsen, regia di Jesper W. Nielsen (2020)
- La terra promessa (Bastarden), regia di Nikolaj Arcel (2023)

### Televisione
- Sjit Happens – serie TV, 9 episodi (2013-2017)
- Banken: New Normal – serie TV, 9 episodi (2014-2015)
- Klaes the Roommate – serie TV, episodio 2x06 (2015)
- Ditte & Louise – serie TV, episodio 2x04 (2016)
- Splitting Up Together – serie TV, 4 episodi (2016)
- Mercur – serie TV, episodi 1x04-1x05 (2017)
- Theo & Den Magiske Talisman – serie TV, 3 episodi (2018)
- Raised by Wolves - Una nuova umanità (Raised by Wolves) – serie TV, 18 episodi (2020-2022)
- House of the Dragon – serie TV, 3 episodi (2024)

## Doppiatrici italiane
Nelle versioni in italiano delle opere in cui ha recitato, Amanda Collin è stata doppiata da:
- Valentina Favazza in Raised by Wolves - Una nuova umanità, La terra promessa
- Benedetta Ponticelli in A Conspiracy of Faith - Il messaggio nella bottiglia
- Sophia De Pietro in House of the Dragon